# Tachina dispuncta
Tachina dispuncta är en tvåvingeart som beskrevs av Walker 1853. Tachina dispuncta ingår i släktet Tachina och familjen parasitflugor. Inga underarter finns listade i Catalogue of Life.